# Cá sặc vện sông Hằng
Cá sặc vện sông Hằng (danh pháp khoa học: Nandus nandus) là một loài cá thuộc họ Cá sặc vện. Loài này nguyên được Francis Buchanan-Hamilton mô tả dưới danh pháp Coius nandus năm 1822.

## Phân bố
Loài này được tìm thấy trong lưu vực sông Ấn, sông Hằng và nhiều hệ thống sông khác tại Ấn Độ. Các quốc gia ghi nhận sự hiện diện của nó là Ấn Độ, Bangladesh, Nepal, Pakistan. Sự ghi nhận tại Myanmar có lẽ là nhận dạng sai.

## Đặc điểm
Loài cá nước ngọt và nước lợ, dài tới 20 cm. Đẻ tới 300 trứng mỗi tổ.

## Môi trường sống
Cá trưởng thành thường xuyên xuất hiện ở các mương máng, hào rãnh và ruộng ngập nước. Phổ biến trong những tháng mùa hè khi chúng tụ tập từ phần đáy đang khô kiệt của vùng trữ nước, ao hồ tù đọng, ruộng nuôi và những nơi khác. Được tìm thấy phổ biến nhất ở các vùng nước tù đọng hoặc chảy chậm của ao hồ, hồ chứa nước hoặc kênh mương. Thức ăn là côn trùng thủy sinh và cá.

## Sử dụng
Là một loại cá được đánh giá cao và được mua bán làm thực phẩm ở dạng cá tươi sống. Cũng có giá trị trong mua bán cá cảnh.

## Hình ảnh

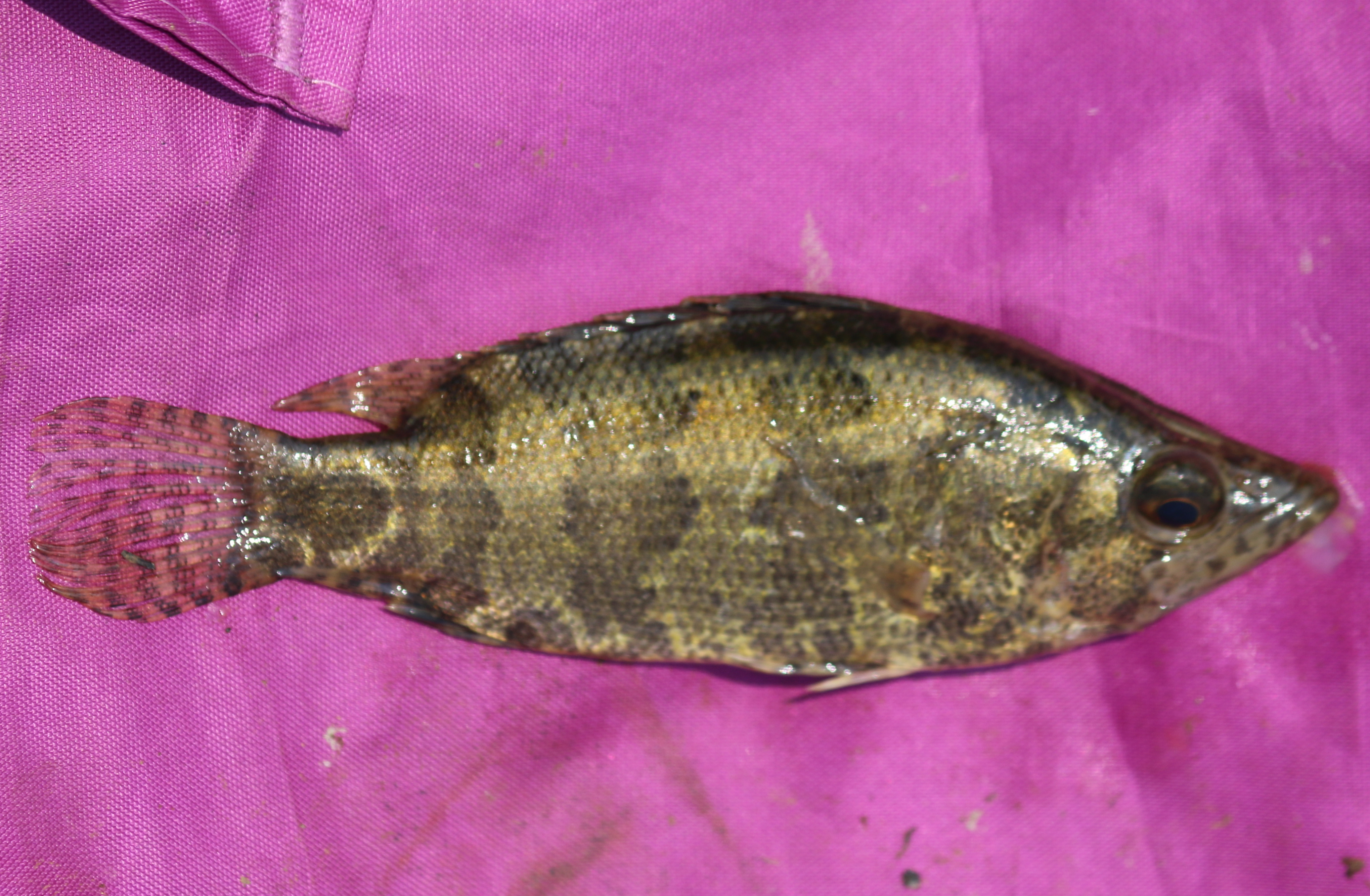
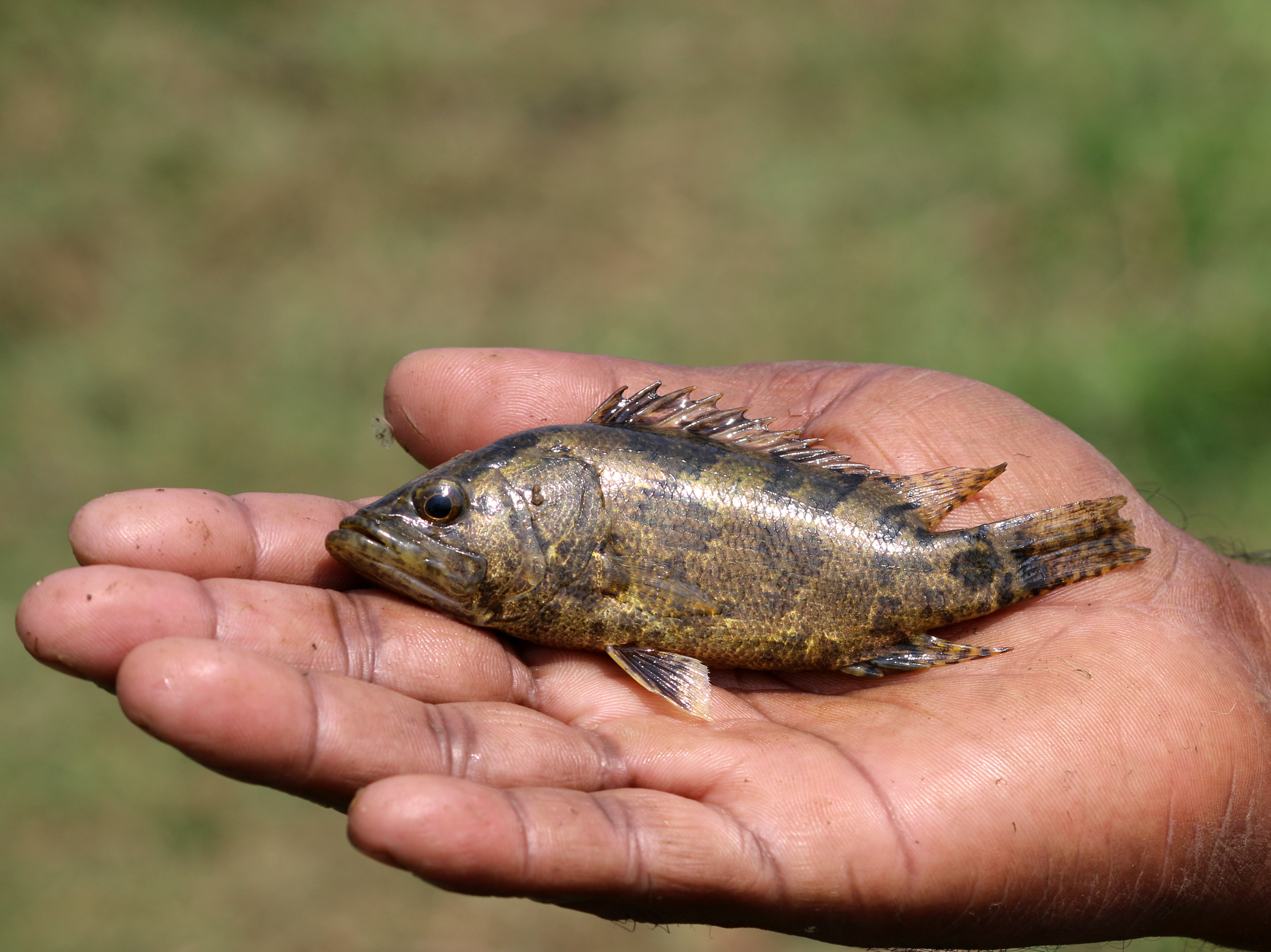
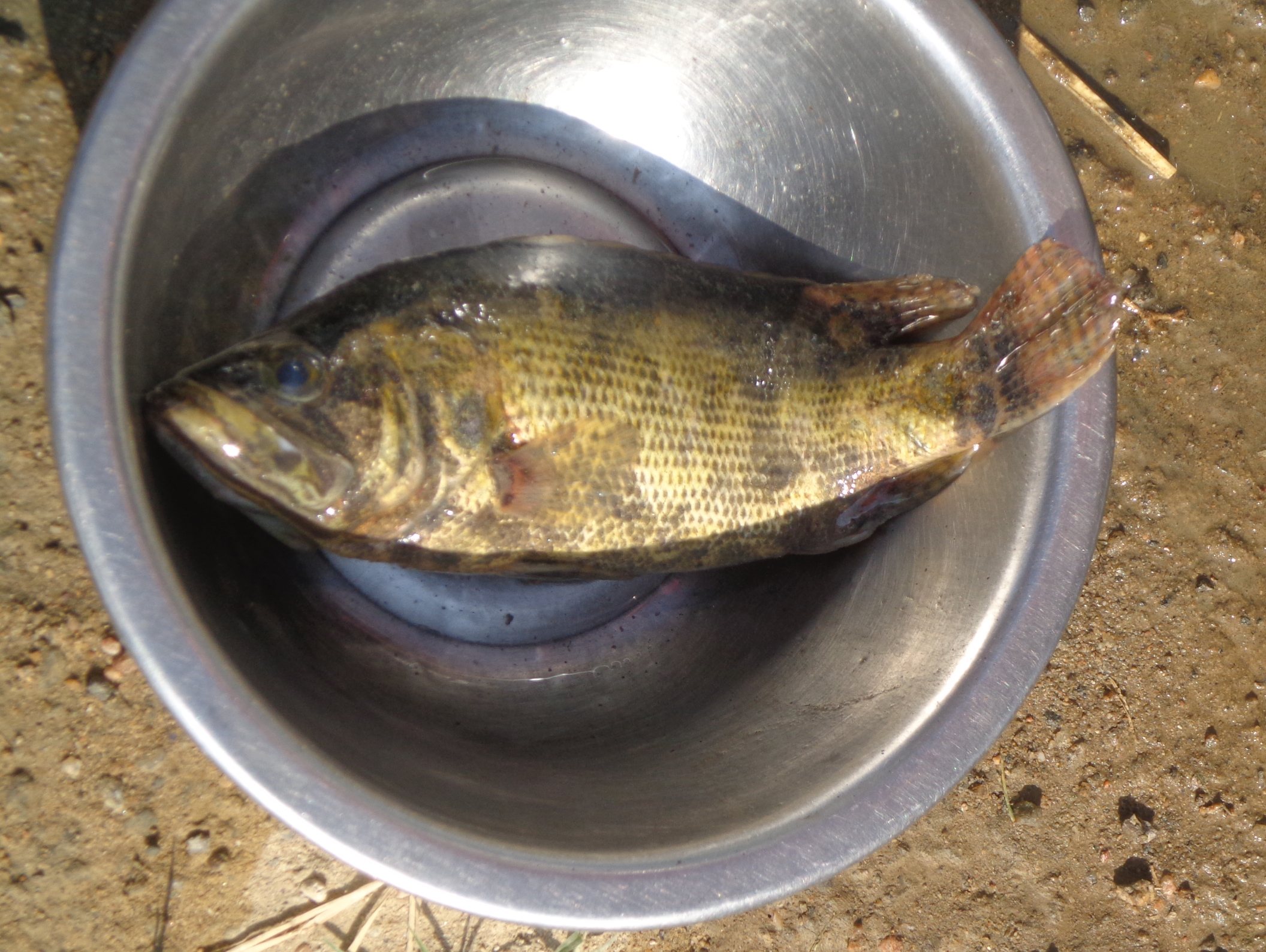
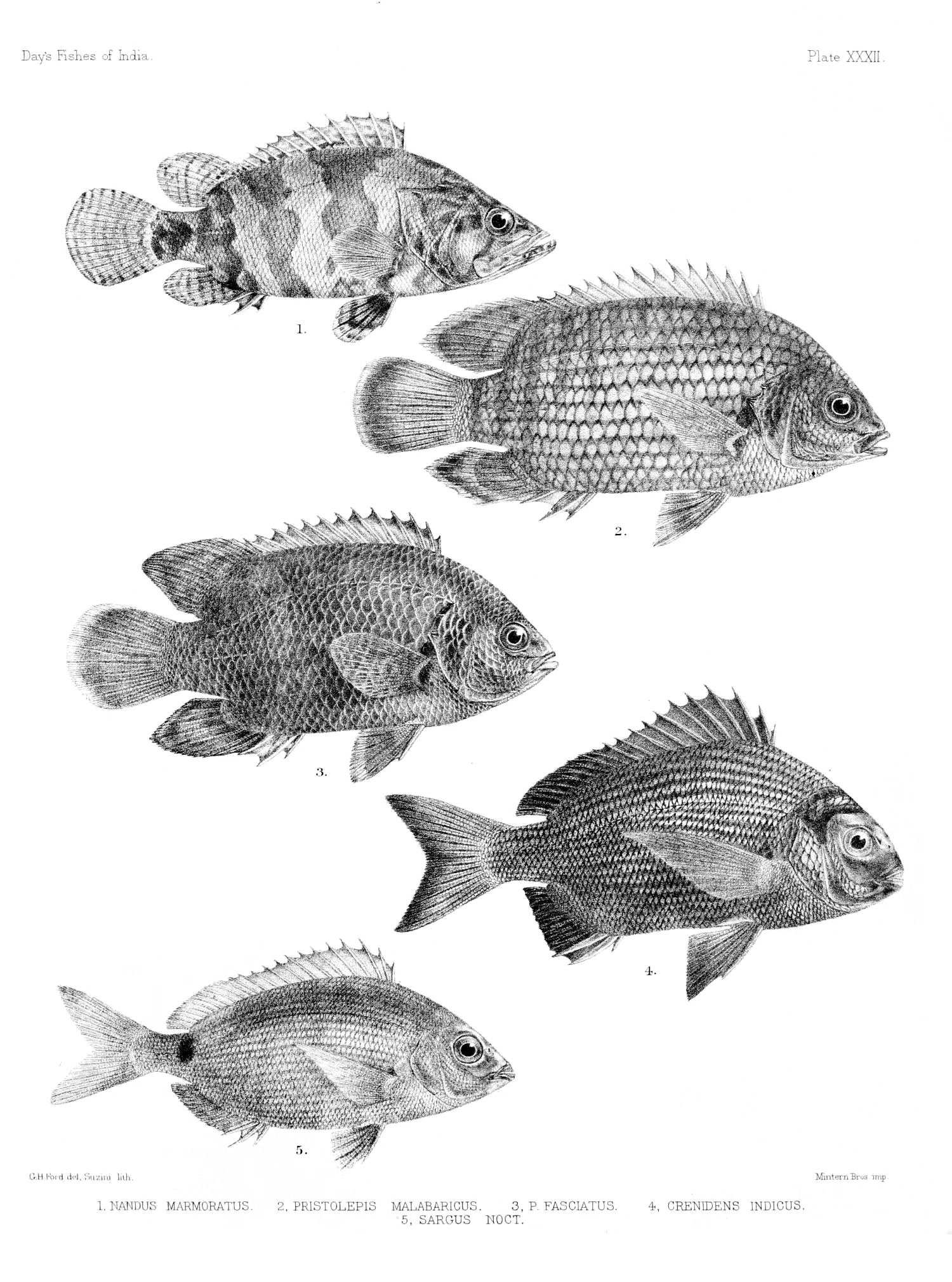